# Décès en 1435
Décès
- 1431
- 1432
- 1433
- 1434
- 1435
- 1436
- 1437
- 1438
- 1439

Ming Xuanzong, mort en 1435.

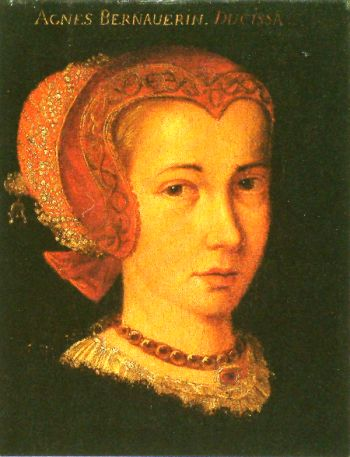
Agnès Bernauer, morte en 1435.

Cette page dresse une liste de personnalités mortes au cours de l'année 1435  :
- 31 janvier : Xuande, ou Ming Xuanzong, empereur de Chine.
- 2 février : Jeanne II de Naples, reine de Naples.
- 20 mars : Niccolò da Tolentino, condottiere, capitano di ventura des Marches.
- 14 juin : John FitzAlan, 7e comte d'Arundel et 4e baron Maltravers.
- 17 juin : Pierre Gambacorta, religieux italien reconnu comme bienheureux par l'Église catholique.
- 13 juillet : Antonio Ier Acciaiuoli, seigneur de Thèbes puis duc d'Athènes[1].
- 14 juillet : Angélique de Marsciano, religieuse italienne et bienheureuse.
- 22 juillet : Henri de Saxe, prince de la maison de Wettin et, conjointement avec ses frères, margrave de Misnie et duc de Saxe.
- 26 juillet : Alexandre Stuart, comte de Mar.
- 23 août : Niccolò Fortebraccio, condottiere italien.
- 29 août : Paul de Burgos, connu en tant que Pablo de Santa Maria, Paul de Santa Maria et Pauli episcopi Burgensis, juif espagnol converti au catholicisme, devenu archevêque, chancelier et exégète.
- 12 septembre : Guillaume III de Bavière, duc de Bavière.
- 14 septembre : Jean de Lancastre, 1er duc de Bedford.
- 24 septembre : Isabeau de Bavière, ou Isabeau de Wittelsbach-Ingolstadt ou Isabelle de Bavière, reine de France.
- 12 octobre : Agnès Bernauer, roturière allemande et épouse secrète d'Albert III de Bavière.
- 13 octobre : Herman II de Celje, comte de Celje (1385) et ban de Slavonie.
- 4 novembre : Jean de Grouchy, chevalier normand.
- 16 décembre : Éléonore d'Albuquerque, reine consort d’Aragon.
- 30 décembre : Bonne de Berry, vicomtesse de Carlat et comtesse de Savoie.

- Antonio Baboccio da Piperno, abbé, sculpteur, orfèvre et peintre italien.
- Jean de La Baume, comte de Montrevel, chevalier, conseiller et chambellan du roi, maréchal de France et chevalier de l'Annonciade.
- Bertrand III de Montferrand, chevalier, premier baron de Guyenne, soudan de La Trau, seigneur de Langoiran, de Montferrand, Agassac, de Podensac et de Veyrines.
- Casimir V de Poméranie, Duc de Poméranie-Szczecin avec Otto II de Poméranie.
- Manfred de Saluces, marquis de Saluces (Saluzzo), devenu maréchal de Savoie, ambassadeur, fidèle ami et conseiller du duc Amédée VIII de Savoie.
- Éric V de Saxe-Lauenbourg, duc de Saxe-Lauenbourg.
- Francesco di Valdambrino, peintre et un sculpteur sur bois italien de la pré-Renaissance.
- Sigismond Korybutovic, duc de Lituanie.
- Jean Le Gros, carme français, prieur général et historien de son Ordre, à l'époque du Grand Schisme d'Occident.
- Julián Lobera y Valtierra, cardinal espagnol.
- Ibrahim Sultan, prince timouride.
- Kara Yülük Osman, fondateur de la dynastie des Ak Koyunlu.

## Crédit d'auteurs
- Cet article est partiellement ou en totalité issu de l'article intitulé « 1435 » (voir la liste des auteurs).